# Oberlin (Louisiana)
Oberlin település az Amerikai Egyesült Államok Louisiana államában, Allen megyében, melynek megyeszékhelye is. Lakosainak száma 1402 fő (2020. április 1.).

## Népesség
A település népességének változása:

| 2010 | 1 770 |
| 2020 | 1 402 |